# Альфаро, Мисаэль
Альваро Мисаэль Альфаро Санчес (исп. Álvaro Misael Alfaro Sánchez; родился 6 января 1971 года в Санта-Текле, Сальвадор) — сальвадорский футболист, выступавший на позиции вратаря.
Завершил карьеру в клубе «Исидро Метапан» из Сан-Сальвадора.

## Карьера игрока

### Клубная карьера
Альфаро начал свою карьеру в «Альянсе», в 1995 году присоединился к «Луис Анхель Фирпо» и вскоре стал первым вратарём команды. Он выступал очень успешно в «Луис Анхель Фирпо», выиграв 3 чемпионских титула (1997/98, 1999 Клаусура и 2000 Клаусура). Он покинул «Фирпо» и присоединился к «Сан-Сальвадору» в 2002 году, позже он перешёл в «Агилу», а затем вернулся в «Альянсу». В 2006 году он был продан в «Исидро Метапан», где выиграл ещё один чемпионский титул. Он вернулся в «Исидро Метапан» в 2009 году после двух недолгих сроков пребывания в «Бальбоа» и «Нехапе», в 2010 году он в последний раз в карьере стал чемпионом Сальвадора.
Он объявил о своём уходе из футбола в августе 2010 года после серьёзной травмы шеи во время игры против «Атлетико Марте». Этот инцидент положил конец его игровой карьере.
Альфаро занимает восьмое место в списке вратарей-бомбардиров с 31 голом (11 с пенальти).

### Карьера в сборной
Альфаро дебютировал за Сальвадор в апреле 1991 года на отборочном матче Центральноамериканского кубка против Никарагуа и сыграл в общей сложности 42 матча, ни разу не забив. Он представлял свою страну в 12 отборочных матчах на чемпионат мира по футболу двух кампаний Кубка мира. Однако обе были неудачными, команда была не в состоянии выйти в заключительный этап турнира. Кроме того, он играл на нескольких Центральноамериканских кубках, а также на Золотом кубке КОНКАКАФ 1998 года.
Альваро Мисаэль Альфаро объявил о своём уходе со сборной в 2006 году, узнав о своих проблемах с сердцем. Его последний международный матч состоялся в феврале 2005 года на Центральноамериканском кубке с Коста-Рикой.

## Карьера тренера
После ухода из футбола Мисаэль Альфаро решил начать тренерскую карьеру в качестве тренера вратарей.
Перед стартом турнира Апертура 2013 Альфаро стал тренером вратарей «Альянсы», в которой проработал всего год.
Покинув «Альянсу», Альфаро стал новым тренером вратарей «Агилы» (2013—2014), в это время он также получил тренерскую лицензию класса «B».
В 2014 году Альфаро был назначен новым тренером резервной команды «Агилы», он сделал молодёжную команду чемпионом турнира резервных команд (Апертура).
В 2015 году Альфаро стал новым тренером вратарей «Луис Анхель Фирпо», команда в то время играла во втором дивизионе. После увольнения Нельсона Анчеты из клуба Альфаро был назначен главным тренером команды, это был первый опыт Альфаро в качестве руководителя тренерского штаба в профессиональной команде.
В 2016 году он перешёл в «Хувентуд Индепендьенте». Однако из-за серьёзных задержек с выплатой зарплаты ушёл из команды.
В 2017 году, после увольнения Роберто Гамарры с поста тренера «Исидро Метапан», Альфаро был назначен временным тренером. Ранее Альфаро уже работал в тренерском штабе «Исидро Метапан» тренером вратарей с 2009 по 2010 год.
На Клаусуру 2018 года Альфаро был назначен новым тренером «Аудаса», который сезоном ранее получил повышение в классе.
В октябре 2018 года Альфаро был назначен тренером «Чалатенанго» на Апертуру 2018. Ранее в 2016 году Альфаро также был тренером вратарей клуба. 25 ноября Альфаро вывел команду в четвертьфинал Апертуры 2018. В ответном матче четвертьфинала «Чалатенанго» потерпел поражение от «Альянсы» со счётом 0:7.